# Xibalba Sulcus
Lo Xibalba Sulcus è una struttura geologica della superficie di Ganimede.